# Cargida intensa
Cargida intensa är en fjärilsart som beskrevs av Rothschild 1917. Cargida intensa ingår i släktet Cargida och familjen tandspinnare. Inga underarter finns listade i Catalogue of Life.